# بووان (کروشواتس)
بووان (به صربی: Bovan) یک منطقهٔ مسکونی در صربستان است که در ناحیه راسینا واقع شده‌است. بووان ۱۷۹ نفر جمعیت دارد.